# NGC 89
NGC 89 je spirální galaxie s příčkou či čočková galaxie  v souhvězdí Fénixe. Její zdánlivá jasnost je 13,3 m a úhlová velikost 1,2′ × 0,6′. Je vzdálená 144 milionů světelných let, průměr má 55 000 světelných let. Galaxie je členem skupiny galaxií Robertsova kvartetu spolu s NGC 87, NGC 88 a NGC 92. Galaxii objevil 30. září 1934 John Herschel.